# 地質コンサルタント
地質コンサルタント（ちしつコンサルタント）とは、地質調査業を営む会社の通称、または地質及び土質を専門とする個人の技術者を言う。広義では地盤コンサルタント（じばんコンサルタント）と言われる場合もある。
会社の場合は、「地質調査業」が正式な名称である。地質調査業は登録規定に基づき国土交通省に登録された企業で、「建設事業等に関し、地質構造・基礎地盤・土又は岩の工学的性質などについて、機械器具を用いた調査・計測を行い、その結果を解析・判定し、設計・施工・管理等のために資料の提供を行い、あわせて必要な所見を述べることの請負業又は受託業」を言う。また、地質に関する調査解析まで行う場合は、建設コンサルタント地質部門の登録が必要となる。
日本標準産業分類ではサービス業に分類される。日本建設産業分類では、「サービス業」の「専門サービス業」の「土木建築サービス業」のその他に分類される。
「地質を専門とする個人の技術者」については、上記の地質調査業の業務内容について、その業務を行うことのできる能力を持つ個人のことを指す。

## 主な業務分野
- 地質学・地形学・土質力学・地理学・地球物理学等の地球科学や土木工学を基礎として、以下の課題について調査・解析を行い、課題解決のためのコンサルティングを実施している。
  - 社会資本（トンネル・橋梁・土地の造成等）整備
  - 住環境整備
  - 都市再開発
  - 地盤・斜面防災（土砂災害・震災・火山災害など）
  - 環境保全（地下水汚染・土壌汚染など）
- 各種ボーリング調査。なお、調査にあたり仮設工事を伴う場合は建設業（土木工事業　とび・土工工事業）許可が必要となる。
- 各種孔内試験
- 地下構造物のメンテナンス
- 地盤図・ハザードマップの作成
- 地下資源開発・学術調査等（活断層・学術調査等）など
- 地質汚染（土壌汚染・地下水汚染）・対策井工事。なお対策井工事まで行う場合は、建設業（さく井工事業）許可が必要となる。
- 土壌汚染状況調査は、環境大臣から土壌汚染対策法に基づく指定調査機関の指定を受けた専門業者が行うことができる。土壌汚染対策法(H15.2.15施行　以下土対法)第３条において「土地の所有者、管理者又占有者は、水質汚濁防止法（以下水濁法）に定める有害物質（26物質）特定施設を廃止したとき実施すること」と定められ、この調査は土対法で「環境大臣が指定する者に環境省令で定める方法により調査させて、その結果を都道府県知事に報告させなければならない。」とされている。
- 振動や騒音、水質等の環境保全･環境リスクの調査、解析、予測、診断、評価から対策工にいたる技術業務や地盤・地形・環境・災害情報等に関する情報の収集、加工、販売、各種の測定用機器･ソフトウエア、システムの開発、製造、販売、リース、レンタルから機器の開発、製造、販売 なども行うコンサルタントの場合、当該事業所のある都道府県に対し計量証明事業の登録が必要の場合がある。

## 起業の歴史
測量や地質調査は、昭和30年代頃まで発注者（官公庁）が研究所などを所有するなどして、自ら行ってきた事業分野とされているが、昭和17年会社創立された日本物理探鉱株式会社のように、鉱山資源探査などの調査会社が戦前や戦中にすでに設立されている場合がある。これは外地での活動を期待されてのことであった。
戦後、GHQが入り初めて現代の土質工学的な見方で基礎を解析する方法が始まると、GHQとの折衝に携わった瀬古新助が昭和21年2月に日本で初めて建設コンサルタント業を専業とする中央開発技術社（現・中央開発）を創設し、印旛沼干拓事業において地質調査を行った。[1]
以後は建設コンサルタントの項にあるとおりの経緯を経て、地質調査に関する民間企業が次々設立されることとなり、外部委託されるようになった。従って、地質調査専門会社もその時期に創立された企業が多い。

## 地質調査会社の例
- ビイック
- 日本物理探鑛
- 中央開発 - 日本初の地質コンサルタント。軟弱地盤へのボーリングや標準貫入試験を日本に導入した業界大手。
- 三菱マテリアルテクノ
- 応用地質
- 川崎地質
- 開発虎ノ門コンサルタント
- ニュージェック - 応用地質コンサルタントを軸に、地質解析、地質の資料調査及びボーリング調査等を主に行ってきた。関西電力のグループ会社。
- アイコン - 測量業務、地質調査業務。ウエスコ傘下。
- アイテックス - 設計・調査業務、測量業務、地質調査業務。
- ダイヤコンサルタント - 地質調査、土壌・地下水汚染調査を主に、地質調査の売上高においては業界上位。
- 日本工営 - 大規模施設建設に関係する地盤・地質に関する調査は実績多数。
- EJビジネス・パートナーズ - 地震防災にも注力。
- 環境管理センター
- 基礎地盤コンサルタンツ-地盤コンサルタントのパイオニアとして，東京都に本社に置く企業。社会インフラの基盤となる「地圏(地盤、地下水)」，「水圏(河川、海)」，「気圏(宇宙)」の空間情報や土木・建築構造物などのインフラ情報を提供(インフラ空間情報事業)。